# NGC 986
NGC 986 je galaksija u zviježđu Kemijska peć.

## Vanjske poveznice
- SEDS: NGC 986